# 北越紫堇
北越紫堇（学名：Corydalis balansae），为罂粟科紫堇属下的一个植物种。